# Knipered
Knipered är en bebyggelse i Mölndals kommun i Lindome socken i Västra Götalands län och i landskapet Halland. SCB avgränsad här en småort mellan 2005 och 2020.